# HESA Shahed 285
HESA Shahed 285 (перс. شاهد ۲۸۵) — іранський легкий ударно-розвідувальний вертоліт HESA та Shahed Aviation. Він був представлений 24 травня 2009 року. Випускається у двох варіантах: легкий ударний/розвідувальний та морський патрульний/протикорабельний. 

## Проєктування та розробка
Shahed 285 базується на композитному вертольоті Shahed-278, який є відносно легким вертольотом з власною вагою 682 кг (1504 фунти), створеним на базі Bell 206 Jetranger . У порівнянні з американським OH-58 Kiowa, який зберіг планер Bell 206, Shahed 285 є одномісним з більш вузьким фюзеляжем, але зберігає хвостову частину і силову установку / гвинтові конструкції, і призначений для військового використання. Хоча цей вертоліт спроєктований КВІР, його виробництво планує розпочати компанія HESA .
Shahed 285 випускається у двох варіантах. AH-85A - наземний варіант і AH-85C - морський варіант. AH-85A озброєний 14 ракетами калібру 2,75 дюйма (70 мм) та легким кулеметом PKMT на поворотній башті або на статичному кріпленні, або важким кулеметом NSV в підфюзеляжній гондолі (остання версія). На даху також встановлена тепловізійна камера.
Замість кулемета AH-85C має радіолокаційну станцію пошуку та стеження на підборідді для пошуку та відстеження кораблів противника. Його дальність дії оцінюється в 30-40 км (19-25 миль). Він використовує дві протикорабельні ракети Kowsar або вісім протикорабельних ракет Sadid-1. Для стрільби цими ракетами AH-85C покладається на багатофункціональний дисплей у своїй кабіні.